# Chanthaburi (Provinz)
Chanthaburi (Thai: จันทบุรี) ist eine Provinz (Changwat) im Osten Thailands, sie wird aber verwaltungstechnisch zu Zentralthailand gezählt.

## Lage
Die Provinz Chanthaburi liegt an der Grenze zu Kambodscha und an der Küste des Golf von Thailand. Während die Küstenlandschaft eher flach ist, steigt das Land nach Nordosten hin zu einem beträchtlichen Gebirge hin an, das die natürliche Grenze zu Kambodscha bildet, den so genannten Kardamom-Bergen. Die höchste Erhebung der Provinz liegt bei Soi Dao Nua und erreicht eine Höhe von 1556 Meter über dem Meeresspiegel.
| Angrenzende Provinzen und Gebiete: | Angrenzende Provinzen und Gebiete:  |
| ---------------------------------- | ----------------------------------- |
| Norden                             | Chachoengsao und Sa Kaeo            |
| Osten                              | Trat und Landesgrenze zu Kambodscha |
| Süden                              | Golf von Thailand                   |
| Westen                             | Rayong und Chon Buri                |

### Klima
Das Klima ist tropisch-monsunal. An 165 Regentagen gab es 2009 eine Niederschlagsmenge von 3099 mm. Im gleichen Jahr lag die Höchsttemperatur bei 35,4 °C, bei 19,0 °C als tiefste Temperatur.

## Wirtschaft und Bedeutung

Ananas-Plantage in Chanthaburi

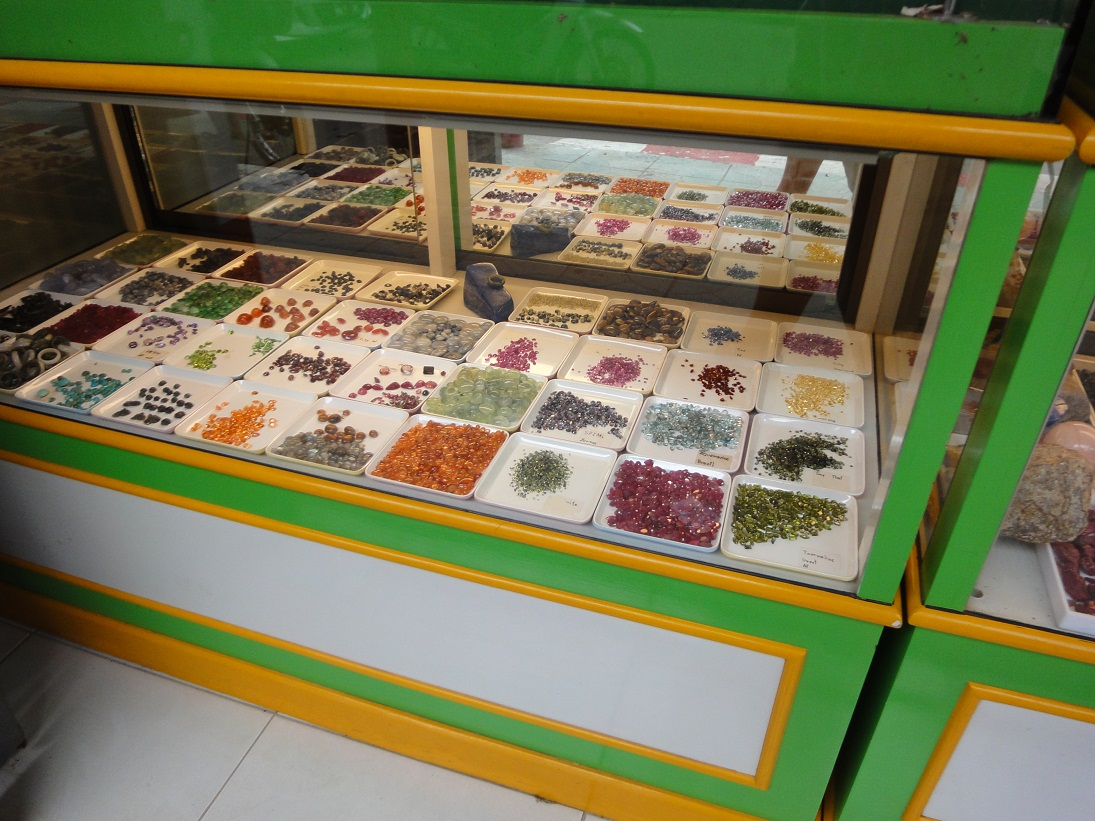
Vitrine mit Edel- und Schmucksteinen in Chanthaburi

Im Jahr 2008 betrug das „Gross Provincial Product“ (Bruttoinlandsprodukt) der Provinz 41.538 Millionen Baht. Der Mindestlohn in der Provinz liegt seit dem 1. Januar 2011 bei 179 Baht (etwa 4,5 Euro).

### Daten
Die unten stehende Tabelle zeigt den Anteil der Wirtschaftszweige am „Gross Provincial Product“ in Prozent:
| Wirtschaftszweig | 2006 | 2007 | 2008 |
| ---------------- | ---- | ---- | ---- |
| Landwirtschaft   | 27,0 | 29,3 | 30,6 |
| Industrie        | 5,8  | 6,0  | 5,9  |
| Andere           | 67,2 | 64,7 | 63,5 |

### Erwerbszweige
Knapp die Hälfte der Fläche der Provinz Chanthaburi ist als landwirtschaftliche Nutzfläche ausgewiesen, während etwas mehr als ein Drittel aus Waldland besteht.
Neben der Landwirtschaft mit Reisanbau und tropischen Früchten gibt es in der Provinz auch eine Edelstein- und Schmucksteinproduktion, wobei insbesondere Rubine und Saphire abgebaut und verarbeitet werden.

## Bevölkerung

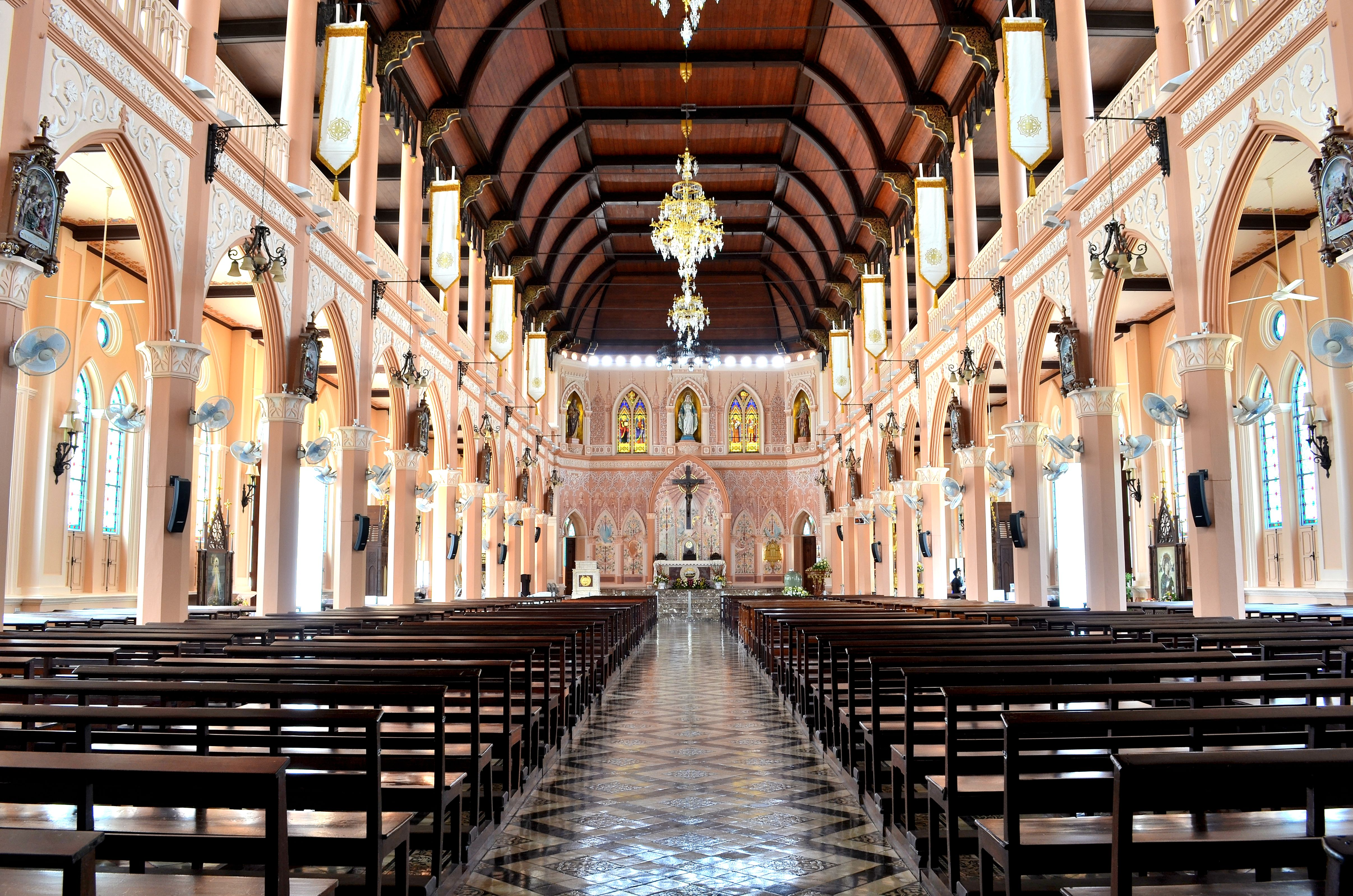
Innenraum der Kathedrale der Unbefleckten Empfängnis, Chanthaburi

Neben den dominierenden Thais leben viele Khmer in der Provinz Chanthaburi, von denen eine bedeutende Anzahl im 18. und 19. Jahrhundert aus benachbarten kambodschanischen Provinzen hierher verbracht wurden. Deren Nachfahren sind allerdings größtenteils assimiliert. Bei der Volkszählung im Jahr 2000 gaben noch 1,6 % an, Khmer oder das verwandte Kuy als Erstsprache zu sprechen.
Viele Bewohner der Provinz Chanthaburi sind geborene Vietnamesen oder stammen von ihnen ab. Vietnamesen wanderten in drei Wellen nach Thailand ein:
1. im 19. Jahrhundert während der anti-katholischen Übergriffe in Cochinchina (damals bereits Teil des Kaiserreichs Vietnam)
2. Flüchtlinge aus Indochina während der 1920er bis 1940er Jahre
3. eine Welle nach dem Sieg der Kommunisten aus Nordvietnam 1975 über die USA und Südvietnam.

Infolgedessen hat die Provinz Chanthaburi eine für thailändische Verhältnisse große katholische Gemeinde. Gemäß der Volkszählung im Jahr 2000 waren 1,8 % der Bevölkerung Christen. Chanthaburi ist Sitz einer römisch-katholischen Diözese. Ihre Bischofskirche, die Kathedrale der Unbefleckten Empfängnis ist eines der größten katholische Gotteshäuser Thailands.

## Bildung
- Rajabhat-Universität Rambhaibarni
- Burapha-Universität, Campus Chanthaburi
- Rajamangala University of Technology Tawan-ok, Campus Chanthaburi
- Offene Universität Sukhothai Thammathirat, Campus Chanthaburi

## Geschichte
Die Landschaft westlich von Kambodscha war schon früh von Khmer und ihrem alten Reich Angkor beherrscht, ehe die Siamesen aus Ayutthaya ihren Einfluss im 15. Jahrhundert ausdehnen konnten. Danach gab es immer wieder Überfälle aus und nach Kambodscha, aber keine Änderung des territorialen Status’. Meist dienten die Überfälle dazu, Güter und vor allem wertvolle Arbeitskräfte mit nach Kambodscha zu nehmen oder von dort zu holen.
Nach der Zerstörung von Ayutthaya durch die Burmesen im Jahre 1767 diente Chanthaburi bis etwa 1770 als Hauptquartier für die Armee des Generals Taksin (des späteren Königs in Thonburi), der Siam wieder in die Unabhängigkeit führte.
Während des Pak-Nam-Zwischenfalls 1893 besetzten französische Kolonialtruppen von Französisch-Indochina aus Chanthaburi und zogen sich erst 1905 zurück, nachdem die Siamesen Frankreich die westlichen Provinzen von Kambodscha überlassen hatten.

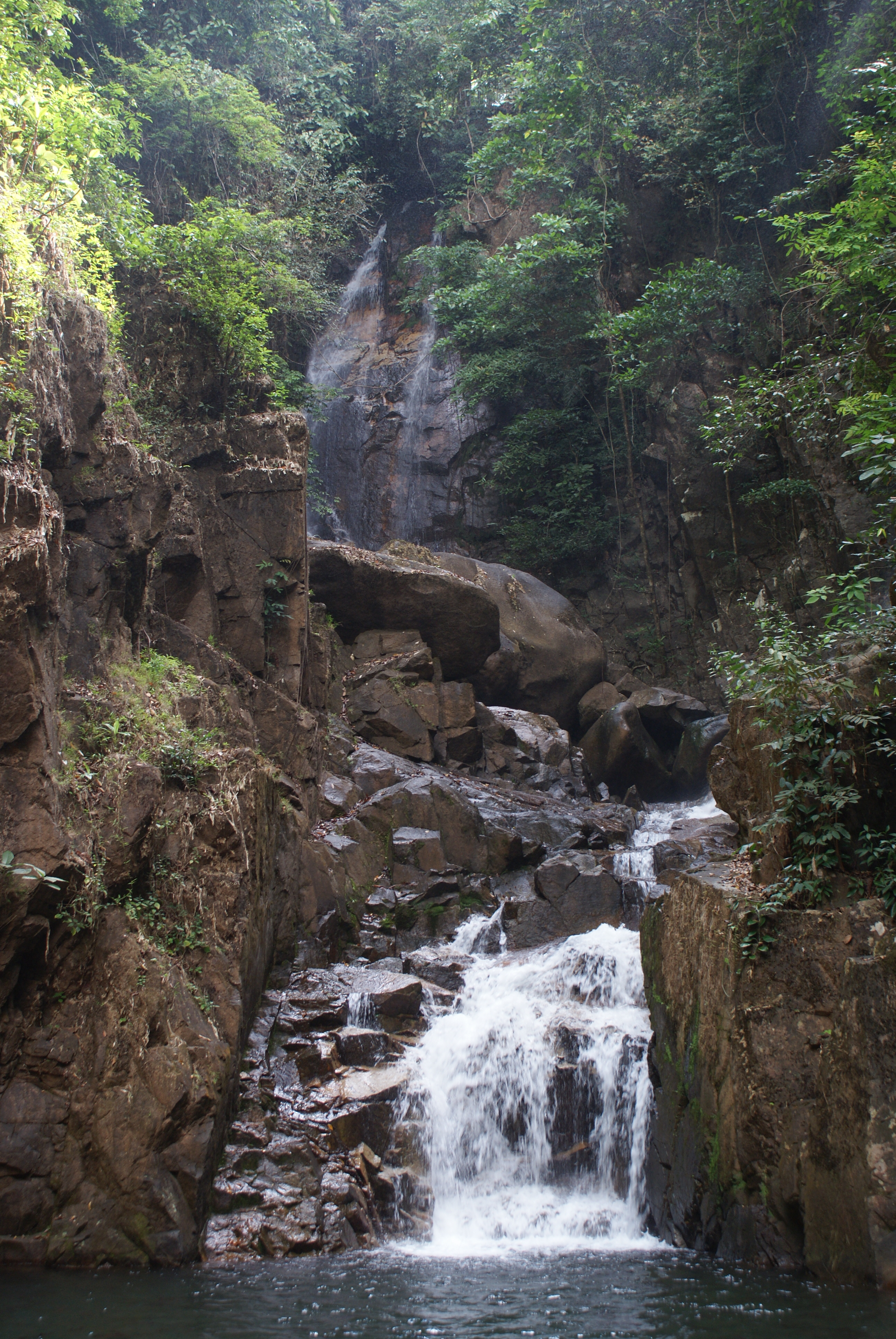
Nationalpark Namtok Phlio

## Sehenswürdigkeiten
- Das Wildschutzgebiet Khao Soi Dao (สัตว์ป่าเขาสอยดาว) im Landkreis Soi Dao liegt 70 Kilometer nördlich von der Provinzhauptstadt.
- Nationalpark Khao Chamao – Khao Wong – an der Grenze zur Provinz Rayong gelegen.
- Nationalpark Khao Khitchakut mit dem Krathing-Wasserfall – 30 Kilometer von Chanthaburi entfernt, man kann dort noch viele Wildtiere sehen. Auf dem Gipfel des Khitchakut-Berges befindet sich ein Fußabdruck des Buddha.
- Nationalpark Namtok Phlio (น้ำตกพลิ้ว, Pliew) – großer Park mit dem Phliu-Wasserfall und einer von König Chulalongkorn (Rama V.) gestifteten Stupa.
- Laem Sing (Löwen-Kap) – mit einer Festung, darin Khuk Khi Gai (คุกขี้ไก่, Hühnermist-Gefängnis) – etwa 30 Kilometer südlich der Stadt in der Nähe des Piers; der Name ist darauf zurückzuführen, dass das Gebäude von französischen Besatzungstruppen seit dem Pak-Nam-Zwischenfall 1893 als Gefängnis genutzt wurde. Dabei soll man im obersten Stockwerk einen Hühnerstall etabliert haben, aus dem durch das perforierte Dach der Hühnermist in die unteren Stockwerke gefallen sein soll.

## Symbole
Das Siegel der Provinz Chanthaburi zeigt den Mond umgeben von einer Aura. Innerhalb der Mondscheibe ist ein Hase, da nach der Auffassung der Thai die Mare des Mondes (die dunklen Stellen) die Form eines Hasen annehmen. Das Siegel soll den Frieden und die Ruhe der Provinz symbolisieren. Es ist außerdem sprechend für den Namen der Provinz, der übersetzt „Mondstadt“ bedeutet.
Der lokale Baum ist Diospyros decandra. Die lokale Blume ist die Orchidee.
Der Wahlspruch der Provinz Chanthaburi lautet:
„Stadt berühmter Wasserfälle,
Mit einem Überfluss an einheimischen Früchten,
Das Land, wo der beste Pfeffer wächst,
Viele Edelsteine werden hier geschnitten,
Bewebte Bastmatten sind sehr bekannt hier,
Reich an üppigen Naturschönheiten,
Die Stadt, die an König Taksins große Taten erinnert,
Als er alle Leute zusammenführte, um die Birmanen zu schlagen.“

## Verwaltungseinheiten

### Provinzverwaltung
Die Provinz ist in zehn Amphoe (‚Bezirke‘ oder ‚Landkreise‘) gegliedert. Die Kreise sind weiter unterteilt in 76 Tambon (‚Unterbezirke‘ oder ‚Gemeinden‘) und 690 Muban (‚Dörfer‘).
| \| Nr. \| Amphoe \| Thai \| \| --- \| ------------------------- \| -------------- \| \| 1. \| Amphoe Mueang Chanthaburi \| อำเภอเมืองจันทบุรี \| \| 2. \| Amphoe Khlung \| อำเภอขลุง \| \| 3. \| Amphoe Tha Mai \| อำเภอท่าใหม่ \| \| 4. \| Amphoe Pong Nam Ron \| อำเภอโป่งน้ำร้อน \| \| 5. \| Amphoe Makham \| อำเภอมะขาม \| \| 6. \| Amphoe Laem Sing \| อำเภอแหลมสิงห์ \| \| 7. \| Amphoe Soi Dao \| อำเภอสอยดาว \| \| 8. \| Amphoe Kaeng Hang Maeo \| อำเภอแก่งหางแมว \| \| 9. \| Amphoe Na Yai Am \| อำเภอนายายอาม \| \| 10. \| Amphoe Khao Khitchakut \| อำเภอเขาคิชฌกูฏ \| |                           |                |
| Nr. | Amphoe                    | Thai           |
| 1. | Amphoe Mueang Chanthaburi | อำเภอเมืองจันทบุรี |
| 2. | Amphoe Khlung             | อำเภอขลุง       |
| 3. | Amphoe Tha Mai            | อำเภอท่าใหม่     |
| 4. | Amphoe Pong Nam Ron       | อำเภอโป่งน้ำร้อน  |
| 5. | Amphoe Makham             | อำเภอมะขาม     |
| 6. | Amphoe Laem Sing          | อำเภอแหลมสิงห์   |
| 7. | Amphoe Soi Dao            | อำเภอสอยดาว    |
| 8. | Amphoe Kaeng Hang Maeo    | อำเภอแก่งหางแมว |
| 9. | Amphoe Na Yai Am          | อำเภอนายายอาม  |
| 10. | Amphoe Khao Khitchakut    | อำเภอเขาคิชฌกูฏ  |

### Lokalverwaltung
Für das ganze Gebiet der Provinz besteht eine Provinz-Verwaltungsorganisation (องค์การบริหารส่วนจังหวัด, kurz อบจ., Ongkan Borihan suan Changwat; englisch Provincial Administrative Organization, PAO).
In der Provinz gibt es fünf Städte (เทศบาลเมือง – Thesaban Mueang) und 23 Kleinstädte (เทศบาลตำบล – Thesaban Tambon).